# Popcorn (film 2007)
Popcorn – brytyjska komedia romantyczna z 2007 roku.

## Treść[1]
Nieśmiały chłopak, imieniem Danny zakochuje się w Suki, pięknej pracownicy multipleksu, która poznaje podczas wizyty w kinie. Aby się do niej zbliżyć częściej chodzi do kina, a później sam zatrudnia się jako pracownik. Niestety w tym samym czasie Suki rezygnuje z pracy. Danny ma mało czasu, aby poderwać ją.

## Obsada
- Jack Ryder - Danny
- Jodi Albert - Suki
- Luke de Woolfson - Zak
- Colette Brown - Florence
- Andrew Lee Potts - Kris
- Kate Maberly - Annie
- Laura Aikman - Jeannie
- Layke Anderson - Cool Guy
- Sophie Anderton - zabójczyni
- Kacey Barnfield - Yukino
- Chike Chan - Lo
- Charlie Clements - klient kina
- Andrew Dunn - Max
- Charlotte Bellis Ferreira - Laura
- Oliver Ford - denerwujący klient
- Harrison Foss - krzykacz
- Gemma Gregory - zdolna dziewczyna
- Ophelia Lovibond - Katerina
- Sonny Muslim - krzykacz
- Kavi Shastri - Carl
- Kate Loustau - kobieta w romantycznej scenie
- Lee Williams - Emil
- Anthony O'Sullivan - przystojniak z plakatu
- David Goodall - Dave
- Michael Luxton - policjant
- Sarah McVicar - inspektor Davis
- Luce Norris
- Tim Robinson - mężczyzna w scenie romantycznej